# توماس ستانفورد
توماس ستانفورد (بالإنجليزية: Thomas Stanford)‏ هو مونتير أمريكي، ولد في 1924 في ألمانيا، وتوفي في 23 ديسمبر 2017 في سانتا فيه في الولايات المتحدة.

## وصلات خارجية
- توماس ستانفورد على موقع IMDb (الإنجليزية)
- توماس ستانفورد على موقع ألو سيني (الفرنسية)
- توماس ستانفورد على موقع قاعدة بيانات الأفلام السويدية (السويدية)
- توماس ستانفورد على موقع قاعدة بيانات الفيلم (الإنجليزية)
- توماس ستانفورد على موقع كينوبويسك (الروسية)